# Jan Nilsson (żużlowiec)
Jan Nilsson – szwedzki żużlowiec.
Trzykrotny finalista młodzieżowych indywidualnych mistrzostw Szwecji (Avesta 1970 – IX miejsce, Eskilstuna 1972 – brązowy medal, Avesta 1973 – XIII miejsce). 
W lidze szwedzkiej reprezentował barwy klubu Eldarna Huddinge.